# Суражское городское поселение
Сура́жское городское поселение — муниципальное образование в центральной части Суражского района Брянской области. Единственный населённый пункт — город Сураж.
Образовано в результате проведения муниципальной реформы в 2005 году, путём преобразования дореформенного Суражского горсовета.

## Население
10932 человека Оценка численности населения Брянской области по городским округам и муниципальным районам (округам) на 1 января 2024 года
| 2009    | 2010    | 2011    | 2012    | 2013    | 2014    | 2015    | 2016    | 2017    |
| ------- | ------- | ------- | ------- | ------- | ------- | ------- | ------- | ------- |
| 11 709  | ↘11 640 | ↘11 622 | ↘11 583 | ↗11 728 | ↘11 186 | ↗11 242 | ↘11 089 | ↘10 979 |
| 2018    | 2019    | 2020    | 2021    |         |         |         |         |         |
| ↘10 884 | ↘10 814 | ↘10 728 | ↗11 176 |         |         |         |         |         |